# Oncopera alboguttata
Oncopera alboguttata är en fjärilsart som beskrevs av Tindale 1933. Oncopera alboguttata ingår i släktet Oncopera och familjen rotfjärilar. Inga underarter finns listade i Catalogue of Life.